# Банібаш
Баніба́ш (рос. Банибаш, башк. Бәнибаш) — присілок у складі Янаульського району Башкортостану, Росія. Входить до складу Істяцької сільської ради.
Населення — 150 осіб (2010; 166 у 2002).
Національний склад:
- удмурти — 85 %